# Vágaranyos
Vágaranyos (1899-ig Zlató, szlovákul: Zlatovce) Trencsén városrésze Szlovákiában, a Trencséni kerület Trencséni járásában. Lakosainak száma: 1520 (2006).

## Fekvése
Trencsén központjától 4 km-re nyugatra, a Vág jobb partján.

## Története
1244-ben IV. Béla adománylevelében „terram Zalatovich” alakban említik először. Ebben a király Bogomir trencséni ispánnak új földeket adományoz a tatárok elleni harcokban tett szolgálatiért. A trencséni váruradalom része volt. 1245-ben „villa Zlahovecz”, 1439-ben „Zlachowycz” néven találjuk. 1439-ben az uradalmat Albert király Erzsébet királynénak adta. 1493-ban „Zlathocz” alakban szerepel a korabeli forrásokban. Későbbi birtokosai a Thurzó, a Forgách, az Illésházy és a Sina családok voltak. 1663. október 2-án 17 vágmenti faluval együtt Vágaranyost is felégette a török. 1704-ben négy környékbeli faluval együtt Ritschan császári generális serege gyújtotta fel. 1705. augusztus 3-án a közelében, a Vág túloldalán dúlt a trencséni csata, melyben Sigbert Heister és Pálffy János csapatai megfutamították a fejedelem seregét.
A 18. század végén Vályi András így ír róla: „ZLATÓCZ. Zlatovcze. Tót, falu Trentsén Várm. földes Ura Gr. Illésházy Uraság, lakosai katolikusok, fekszik Orechónak szomszédságában mellynek filiája; földgye termékeny, legelője, fája, és szőleje is van.”
1831-ben súlyos kolerajárvány pusztított.
Fényes Elek 1851-ben kiadott geográfiai szótárában így ír a faluról: „Zlatócz, Trencsén m. tót falu, ut. post. Trencséntől keletre 1/2 óra. Lakja 92 kath., 127 evang., 11 zsidó. Derék erdő. F. u. a dubniczai urad.”
1879-ben létrejött a vasúti összeköttetés a közeli Trencsénnel. 1910-ben 410, többségben szlovák lakosa volt, jelentős magyar kisebbséggel. 1920 előtt Trencsén vármegye Trencséni járásához tartozott.

## Külső hivatkozások
- Vágaranyos honlapja
- Vágaranyos Szlovákia térképén

## Lásd még
- Trencsén
- Csákfalva
- Csákháza
- Diósfalu
- Trencsénpüspöki
- Vágapátfalva
- Vághidas
- Vágszabolcs